# Розанов, Матвей Никанорович
Матве́й Никано́рович Ро́занов (26 ноября [8 декабря] 1858, Москва, Российская империя — 20 октября 1936, там же, СССР) — русский советский литературовед, историк литературы, академик Российской академии наук и АН СССР (1921), профессор Московского университета.
Брат литературоведа и книговеда И. Н. Розанова.

## Биография
Родился в семье московского нотариуса Никанора Сергеевича Розанова, чиновника московской палаты гражданского суда. Мать, Анна Матвеевна, происходила из семьи Рудаковых, находившихся в родстве с А. С. Грибоедовым.
Среднее образование получил в 1-й Московской гимназии (1878). В 1883 году окончил историко-филологический факультет Московского университета со степенью кандидата и золотой медалью за сочинение на заданную тему: «Гамлет и его толкователи в Англии и Германии». Ученик Н. И. Стороженко. Был оставлен при университете на три года с января 1885 года, для подготовки к профессорскому званию по кафедре всеобщей литературы. С мая 1884 года преподавал русский язык в Петропавловской женской гимназии в Москве (Космодамианский, ныне Старосадский переулок); с сентября 1889 года — в женской гимназии Ю. П. Бесс и (до 1909) в частной гимназии Е. Д. Юргенсен.
В 1896—1898 годах совершенствовался за границей: слушал лекции в университетах Парижа, Гейдельберга, Страсбурга; работал в архивах Лондона, Берлина, Цюриха, Веймара. После возвращения в Москву, с ноября 1899 года — приват-доцент Московского университета по кафедре истории западноевропейских литератур. В 1901 году защитил в Московском университете магистерскую диссертацию «Поэт периода „бурных стремлений“ Якоб Ленц. Его жизнь и произведения» и стал лауреатом премии Санкт-Петербургской академии наук. Одновременно с работой в Московском университете, с 1902 года Розанов был профессором Высших женских курсов, вплоть до их закрытия. В Московском университете и на Высших женских курсах создал романо-германские отделения, которые и возглавлял.
В декабре 1910 года защитил в Харьковском университете докторскую диссертацию «Ж. Ж. Руссо и литературное движение конца XVIII и начала XIX вв.» и с июня занял должность экстраординарного профессора Московского университета, ординарный профессор (с 1914). Читал основные и специальные курсы по истории западно-европейских литератур. За работу о Ж. Ж. Руссо был награждён Макариевской премией.
В 1919—1921 годах Розанов работал в архиве бывшего Министерства иностранных дел Российской империи в Москве.
В 1921 году был избран академиком по Отделению русского языка и словесности (история литературы) Российской академии наук. Принимал участие в работе Института русской литературы АН СССР (Пушкинский дом), был председателем московского отделения Пушкинской комиссии.
В ноябре 1924 года удостоен звания заслуженного профессора Московского университета.
Один из организаторов Института новых языков в Москве.
Розанов был тесно связан с деятельностью Малого театра — как член литературно-театрального комитета (1907—1920) и художественного совета (1926), а также как профессор драматических курсов (1889—1925).
Умер в 1936 году. Похоронен на Ваганьковском кладбище (11 уч.).

## Научная деятельность
Представитель культурно-исторической школы в литературоведении, отличался, помимо широкого охвата исследуемого материала, глубоким интересом к социальной основе литературных явлений. Опубликовал работы о связях А. С. Пушкина с итальянской литературой.
Редактировал научные издания западно-европейских классиков; был научным руководителем раздела редакции издательства «Academia»; один из главных редакторов юбилейного издания сочинений Гёте, а также изданий полного собрания сочинений Шекспира и Байрона.

### Избранные труды
- Коган П. С., Розанов М. Н., Гроссман Л. П., Гримм Э. Д. Байрон. 1824-1924 : Сб. статей. — М.; Л.: Светоч, 1924. — 110 с.
- Розанов М. Н. Анджело Полициано // Полициано А. Сказание об Орфее. — М.; Л., 1933. — С. 11-23.
- Розанов М. Н. Драмы Гёте в прозе // Гёте В. Собрание сочинений : Юбилейное издание. — М.; Л., 1933. — Т. 3. — С. 5-43.
- Розанов М. Н. Драмы Гёте в стихах // Гёте В. Собрание сочинений : Юбилейное издание. — М.; Л., 1933. — Т. 4. — С. 5-28.
- Розанов М. Н. Ж. Ж. Руссо и литературное движение конца XVIII и начала XIX в. : Очерки по истории руссоизма на Западе и в России. — М.: тип. Моск. ун-та, 1910. — Т. 1.
- Розанов М. Н. История английской литературы XIX века : Пособие к лекциям, чит. в Ун-те и на Высш. женск. курсах в 1914/15 акад. г. — М.: скоропечатня А. И. Снегирёвой, 1915. — 196 с.
- Розанов М. Н. Очерк истории английской литературы XIX века. — М.: Гос. изд., 1922. — 247 с.
- Розанов М. Н. Очерк истории французской литературы эпохи «просвещения» : Пособие к лекциям, чит. в Ун-те и на Высш. женск. курсах. — М.: типо-лит. т-ва И. Н. Кушнерев и К, 1916. — 172 с.
- Розанов М. Н. Поэт периода «бурных стремлений» Якоб Ленц, его жизнь и произведения : Критич. исследование : С прил. неизд. материалов. — М.: Унив. тип., 1901. — 655 с.
- Розанов М. Н. Пушкин и Гольдони : К вопросу о прототипах «скупого рыцаря» // Пушкин и его современники. — Л., 1930. — Вып. 38-39. — С. 141-150.
- Розанов М. Н. Пушкин и Данте // Пушкин и его современники. — Л., 1928. — Вып. 37. — С. 11-41.
- Розанов М. Н. Пушкин и Петрарка // Московский пушкинист : Ст. и матер. / Под ред. М. Цявловского. — М.: Никитинские субботники, 1927. — Т. 2. 1837-1927. — С. 116-154.
- Розанов М. Н. Руссо и Толстой : Речь в торж. годовом собрании Академии наук СССР 2 февраля 1928 г. — Л.: Изд-во Акад. наук СССР, 1928. — 22 с. — 500 экз.
- Розанов М. Н. Театральные представления во Франции в конце XV века // Книга для чтения по истории средних веков. — М., 1898. — Вып. 2. — С. 831-852.